# Димитриос Питенис
Димѝтриос Ада̀м Питѐнис (на гръцки: Δημήτριος Αδάμ Πιτένης) е възрожденски зограф, представител на Самаринската художествена школа.

## Биография
Роден е в голямото пиндско влашко село Самарина. Питенис изписва множество църкви в XIX век. Негово дело са стенописите в църквата „Свети Димитър“ в кожанското село Милия от 1866 година. В 1877 година Питенис изписва наново повредените части от стенописите в наоса и притвора на църквата „Успение Богородично“ в Еани. Негово дело са и стенописите в църквата „Свети Йоан Предтеча“ в кожанското село Левкопиги (Велища) от 1880 година.
Синът му Георгиос Питенис също е виден самарински зограф. Бащата и синът заедно изписват и множество църкви в България.